# Matsuura Atsushi
Atsushi Matsuura (sinh ngày 10 tháng 1 năm 1982) là một cầu thủ bóng đá người Nhật Bản.

## Sự nghiệp câu lạc bộ
Atsushi Matsuura đã từng chơi cho Mito HollyHock.